# Metawana
Metawana is een bestuurslaag in het regentschap Banjarnegara van de provincie Midden-Java, Indonesië. Metawana telt 1668 inwoners (volkstelling 2010).